# Chance Inn
Chance Inn è un piccolo villaggio del Fife, Scozia, con una popolazione di circa 130 abitanti, a economia prevalentemente agricola.
Chance Inn si trova nelle vicinanze di Ceres e Cupar verso cui gravita sia per attività amministrative che economiche.